# Roanoke (Texas)
Roanoke è un comune (city) degli Stati Uniti d'America della contea di Denton nello Stato del Texas. La popolazione era di 5.962 abitanti al censimento del 2010. Fa parte della Dallas-Fort Worth Metroplex.
La principale strada est-ovest attraverso la città, la State Highway 114 Business, è chiamata "Byron Nelson Boulevard" in onore del giocatore di golf che risiedeva nella comunità. Roanoke è la sede di molti ristoranti, così come di un hotel nel quale i rapinatori di banche Bonnie e Clyde risiedevano negli anni 1930.
Il Northwest Regional Airport si trova a 2 miglia (3 km) a nord del centro della città.

## Geografia fisica
Roanoke è situata a 33°00′18″N 97°13′35″W (33.005002, -97.226282).
Secondo lo United States Census Bureau, la città ha una superficie totale di 13,84 km², dei quali 13,77 km² di territorio e 0,08 km² di acque interne (0,54% del totale).
Nel novembre 2007, la città di Marshall Creek si è consolidata con Roanoke.

## Società

### Evoluzione demografica
Secondo il censimento del 2010, la popolazione era di 5.962 abitanti.

### Etnie e minoranze straniere
Secondo il censimento del 2010, la composizione etnica della città era formata dall'84,77% di bianchi, il 3,44% di afroamericani, lo 0,87% di nativi americani, il 2,63% di asiatici, lo 0,13% di oceanici, il 5,07% di altre razze, e il 3,09% di due o più etnie. Ispanici o latinos di qualunque razza erano il 16,94% della popolazione.